# Berumbur
Berumbur is een gemeente in de Duitse deelstaat Nedersaksen. De gemeente ligt in de regio Oost-Friesland en is bestuurlijk onderdeel van de Samtgemeinde Hage, behorend bij de Landkreis Aurich. Berumbur telt 2.755 inwoners.
Tot de gemeente behoren de dorpen Berumbur, Kleinheide en Holzdorf.
Berumbur is bekend om de vismogelijkheden. Ook beschikt de gemeente over een bungalowpark en een erkend luchtkuuroord.